# Nataliya Konrad
Nataliya Konrad –en ucraniano, Наталія Конрад– (nacida como Natalia Gruzinskaya, Kiev, 4 de agosto de 1976) es una deportista ucraniana que compitió en esgrima, especialista en la modalidad de espada.
Ganó una medalla de oro en Campeonato Mundial de Esgrima de 2003 y cuatro medallas en el Campeonato Europeo de Esgrima entre los años 2001 y 2005.

## Palmarés internacional
| Campeonato Mundial | Campeonato Mundial     | Campeonato Mundial | Campeonato Mundial |
| Año                | Lugar                  | Medalla            | Prueba             |
| ------------------ | ---------------------- | ------------------ | ------------------ |
| 2003               | La Habana (Cuba)       | Medalla de oro     | Espada individual  |
| Campeonato Europeo |                        |                    |                    |
| Año                | Lugar                  | Medalla            | Prueba             |
| 2001               | Coblenza (Alemania)    | Medalla de bronce  | Espada por equipos |
| 2002               | Moscú (Rusia)          | Medalla de bronce  | Espada por equipos |
| 2004               | Copenhague (Dinamarca) | Medalla de oro     | Espada individual  |
| 2005               | Zalaegerszeg (Hungría) | Medalla de bronce  | Espada por equipos |